# Chamonna Tuoi
Die Chamonna Tuoi ([tɕɐˌmɔnɐˈtʊ̯ɔɪ̯]ⓘ, rätoromanisch im Idiom Vallader für Tuoihütte) ist eine Berghütte der Sektion Engiadina Bassa des Schweizer Alpen-Clubs (SAC), im Kanton Graubünden in der Schweiz. Die Hütte liegt auf 2250 m ü. M. im Val Tuoi. Sie war ab Dezember 2022 aus Sicherheitsgründen behördlich geschlossen, seit Juni 2023 ist der Hüttenbetrieb wieder gestattet.

## Lage

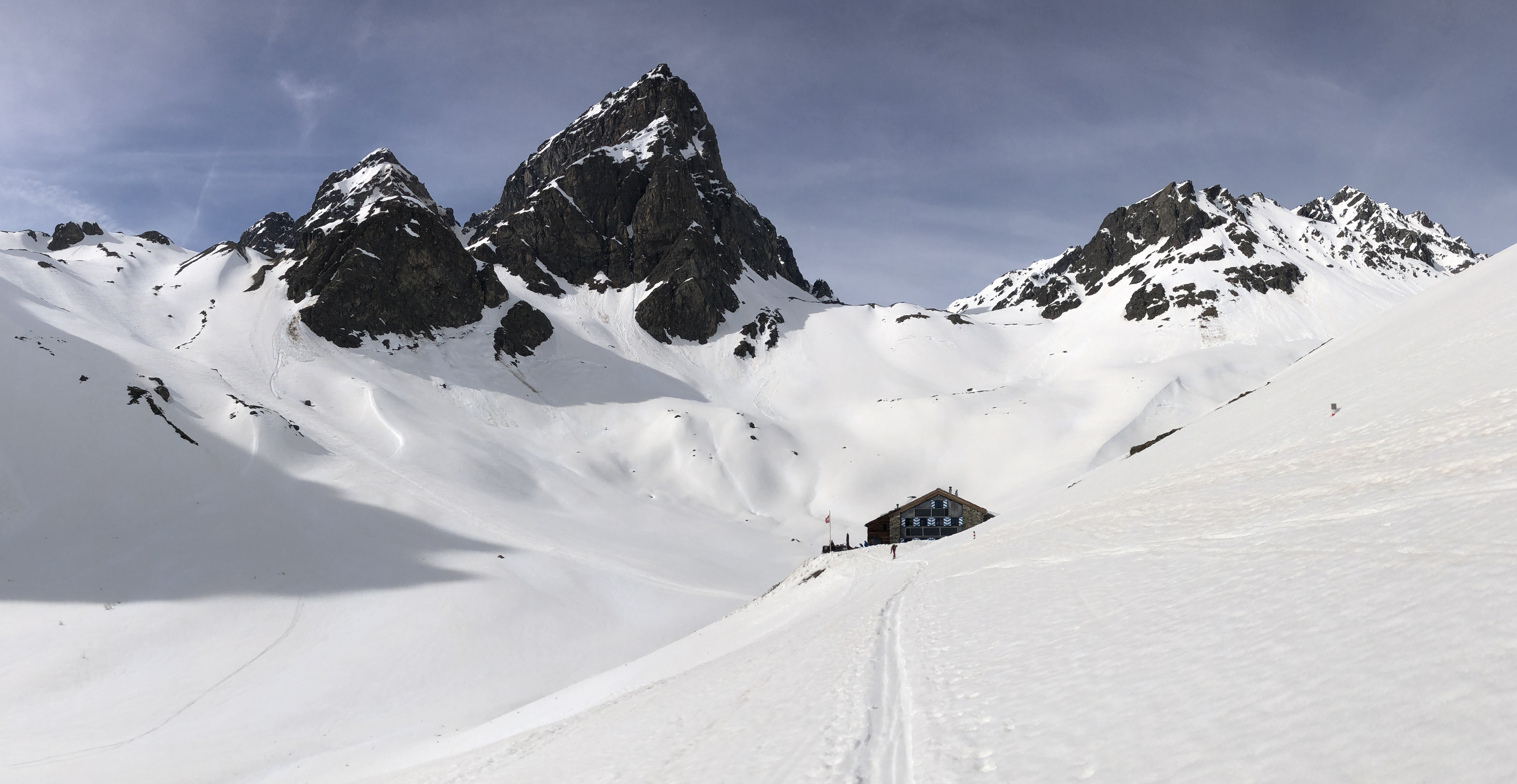
Chamonna Tuoi mit Kleinem Piz Buin, Buinlücke, Großem Piz Buin, Vermuntpass sowie Piz Mon und Piz Jeramias (von links nach rechts)

Die Hütte liegt auf dem Gemeindegebiet von Scuol im hintersten Val Tuoi unweit des Vermuntpasses (Grenze zu Österreich) zwischen dem Felssporn Cronsel und Plan Furcletta. Der Große Piz Buin thront markant unmittelbar hinter der Hütte.

## Ausstattung
Sie bietet 80 Schlafplätze, aufgeteilt in sieben Schlafräume und ist Mitte Juni bis Ende Oktober, über Weihnachten und Neujahr, und Anfang Februar bis Anfang Mai bewartet. Die Hütte verfügt über Stube, Waschräume und Toiletten im Haus sowie fliessend Wasser. Außerdem gibt es einen Schuhraum sowie einen Trockenraum, der über eine kleine Küche mit fließend Wasser verfügt und gleichzeitig als Winterraum dient wenn die Hütte nicht bewartet ist. Im Außenbereich befindet sich ein Skiraum. Vor dem Haupteingang befindet sich eine große Holzterrasse. Für den Hüttenbetrieb stehen eine Küche mit Gewerbe-Spülmaschine und Gasherd ebenso zur Verfügung wie Lagerräume im Keller und eine Waschmaschine sowie ein Hüttenwartszimmer im Dachgeschoss einschließlich Dusche.

## Hüttenbetrieb
Der Strombedarf wird über eine Solaranlage und soweit nötig über ein Aggregat bereitgestellt. Die Entsorgung erfolgt über eine Kleinkläranlage. Die Beheizung erfolgt per Holz (Kachelofen). Im Winter erfolgt die Hüttenversorgung per Helikopter, im Sommer mit Kfz über einen Fahrweg.

## Geschichte
Die Chamonna Tuoi wurde 1914 gebaut und anfangs von Jägern benutzt. 1920 ging sie nach einem Umbau mit damals 25 Plätzen in den Besitz der Sektion Pilatus und 1934 in den Besitz der Sektion Engiadina Bassa über. 2008 wurde die Hütte saniert und erweitert durch einen Zubau.

## Behördliche Schließung wegen Felssturzgefahr
Aufgrund einer Verfügung der Gemeinde Scuol vom 14. Dezember 2022, die in Abstimmung mit dem Kanton Graubünden und dem Institut für Schnee- und Lawinenforschung (SLF) in Davos erfolgt ist, muss die Hütte einschließlich Winterraum in der gesamten Wintersaison 2022/23 aus Sicherheitsgründen geschlossen bleiben – Grund sind Hangbewegungen in zwei Bereichen mit erheblicher Felssturzgefahr im Gebiet der Südostseite des Piz Buin Pitchen (Kleiner Piz Buin) und der Buinlücke (Fuorcla Buin) in einem Streifen abwärts über Cronsel bis zur Hütte, wobei die Gefahr im Winter erhöht ist. Beide instabile Bereiche stehen bereits seit mehreren Jahren unter Beobachtung; 2022 ergaben die Messungen jedoch, dass sich das abrutschende Gestein schneller abwärts bewegt mit einem bzw. eineinhalb Metern pro Jahr. Experten stufen die Wahrscheinlichkeit als hoch ein, dass es bis 2028 zu einem Felssturz mit rund Eintausend Kubikmeter Felsmaterial kommt, dessen Druckwelle die Hütte beschädigen könnte. Es wird dringend empfohlen den gesamten Gefahrenbereich nicht zu betreten und weiträumig zu umgehen. Das hat zur Folge, dass auch die Route der Hochtour/Skitour von der Hütte zum Silvrettapass bzw. zur Fuorcla dal Cunfin (Übergang zum Ochsentalergletscher Richtung Großer Piz Buin) derzeit nicht mehr begangen werden sollte zwischen der Hütte und dem Firnfeld Plan Rai. Damit ist auch der Normalweg (Skitour) von der Hütte auf den Piz Fliana betroffen (die Route vom Silvrettapass bzw. von der Silvrettahütte ist dagegen weiterhin begehbar).
Im April 2023 wurde die Wiederaufnahme des Hüttenbetriebs ab Juni 2023 behördlich gestattet, so dass die Hütte ab Sommer 2023 wieder wie gewohnt geöffnet hat. Die gefährdeten Bereiche unterhalb des Piz Buin Pitchen sollten weiterhin wegen der akuten Felssturzgefahr nicht betreten werden. Alle übrigen Zustiege/Übergänge zur Hütte wie z. B. über den Vermuntpass, von Ardez und vom Futschölpass via Furcletta sind begehbar und liegen außerhalb der Gefahrenzone.

## Zustieg
- Ausgangspunkt: Guarda (1654 m)
- Route: Durch das Val Tuoi
- Schwierigkeit: B
- Zeitaufwand: 2½ Stunden

## Übergänge

### Von der Chamonna Marangun
- Ausgangspunkt: Chamonna Marangun (2025 m)
- Route: Über die Fuorcla d'Anschatscha (2854 m)
- Schwierigkeit: EB
- Zeitaufwand: 5 Stunden
- Bemerkung: Die Chamonna Marangun ist nicht bewartet.

### Von der Silvrettahütte
- Ausgangspunkt: Silvrettahütte (2341 m)
- Route: Über den Silvrettapass (2994 m), Plan Mezdi, Cronsel
- Schwierigkeit: EB
- Zeitaufwand: 5–6 Stunden
- Besonderes: Begehung des Silvrettagletschers
- Behörden und alpine Vereine empfehlen  seit 2022 dringend die Winterroute vom Firnfeld Plan Rai zur Tuoihütte wegen Felssturzgefahr nicht mehr zu begehen, die alpine Sommerroute wurde südlich umverlegt und ist bis auf einen kurzen Abschnitt (nur bei Worst-Case-Szenario) außerhalb der Gefahrenzone

### Von der Wiesbadener Hütte
- Ausgangspunkt: Wiesbadener Hütte (2443 m)
- Route: Über die Fuorcla Vermunt (2798 m)
- Schwierigkeit: EB
- Zeitaufwand: 2½
- Besonderes: Begehung des Vermuntgletschers

### Von der Jamtalhütte
- Ausgangspunkt: Jamtalhütte (2165 m)
- Route: Über den Russkopf und den Jamtalferner sowie die Fuorcla Tuoi (3065 m) und Plan Furcletta. Die Fuorcla Tuoi ist die Scharte zwischen der Hinteren Jamspitze und dem Piz d' Urezzas und in den Karten nicht mit Namen verzeichnet.
- Schwierigkeit: BG
- Zeitaufwand: 4½-5 Stunden
- Besonderes: Begehung des Gletschers Jamtalferner. Der früher übliche Übergang über das Jamjoch und den Vadret Tuoi ist wegen der Gletscherschmelze problematisch und nicht mehr empfehlenswert
- Alternative ohne Gletscherbegehung: Pass Futschöl (2768 m), Val Urschai, Urezzas (2111 m), Furcletta (2735 m); 7 Stunden

### Von der Heidelberger Hütte
- Ausgangspunkt: Heidelberger Hütte (2264 m)
- Route: Kronenjoch (2976 m), Bischofspitze (3029 m), Pass Futschöl (2168 m), Val Urschai, Urezzas (2111 m), Furcletta (2735 m)
- Schwierigkeit: EB
- Zeitaufwand: 8½ Stunden
- Alternative: Über Fuorcla da Tasna (2808 m); teils weglos; 7½ Stunden, Schwierigkeit: BG

### Von der Val Tasna
- Ausgangspunkt: Ardez (1467 m), Ftan (1648 m) oder Motta Naluns (2142 m)
- Route: Über Urezzas (2111 m) und Furcletta (2735 m)
- Schwierigkeit: EB
- Zeitaufwand: 6 Stunden

## Gipfelziele
- Piz Buin (3312 m), via Plan Rai, La Cudera, Fuorcla dal Cunfin und Ochsentaler Gletscher, 4½ Stunden, WS – Behörden und alpine Vereine empfehlen seit 2022 dringend die Winterroute von der Tuoihütte zum Firnfeld Plan Rai wegen Felssturzgefahr nicht mehr zu begehen, die alpine Sommerroute wurde südlich umverlegt (in Aufstiegsrichtung links vom markanten Felssporn Cronsel – diese Route sollte auch für Skitouren genutzt werden).
- Piz Fliana (3281 m), via Plan Rai und Westgrat, 5 Stunden, WS – Behörden und alpine Vereine empfehlen seit 2022 dringend die Winterroute von der Tuoihütte zum Firnfeld Plan Rai wegen Felssturzgefahr nicht mehr zu begehen, die alpine Sommerroute wurde südlich umverlegt (in Aufstiegsrichtung links vom markanten Felssporn Cronsel – diese Route sollte auch für Skitouren genutzt werden).
- Verstanclahorn (3298 m), via Plan Rai und La Cudera, 7 Stunden, S – Behörden und alpine Vereine empfehlen seit 2022 dringend die Winterroute von der Tuoihütte zum Firnfeld Plan Rai wegen Felssturzgefahr nicht mehr zu begehen, die alpine Sommerroute wurde südlich umverlegt (in Aufstiegsrichtung links vom markanten Felssporn Cronsel – diese Route sollte auch für Skitouren genutzt werden).
- Dreiländerspitze (3197 m), via Vermuntpass und Vermuntgletscher, 5 Stunden, ZS-S
- Hintere Jamspitze (3155 m), via Plan Furcletta und Fuorcla Tuoi, 3½ Stunden, L
- Vordere Jamspitze (3176 m), via Plan Furcletta und Fuorcla Tuoi, 4 Stunden, S

## Galerie

Chamonna Tuoi SAC, von Nordost, talabwärts gesehen. Historisches Bild von Leo Wehrli (1931)
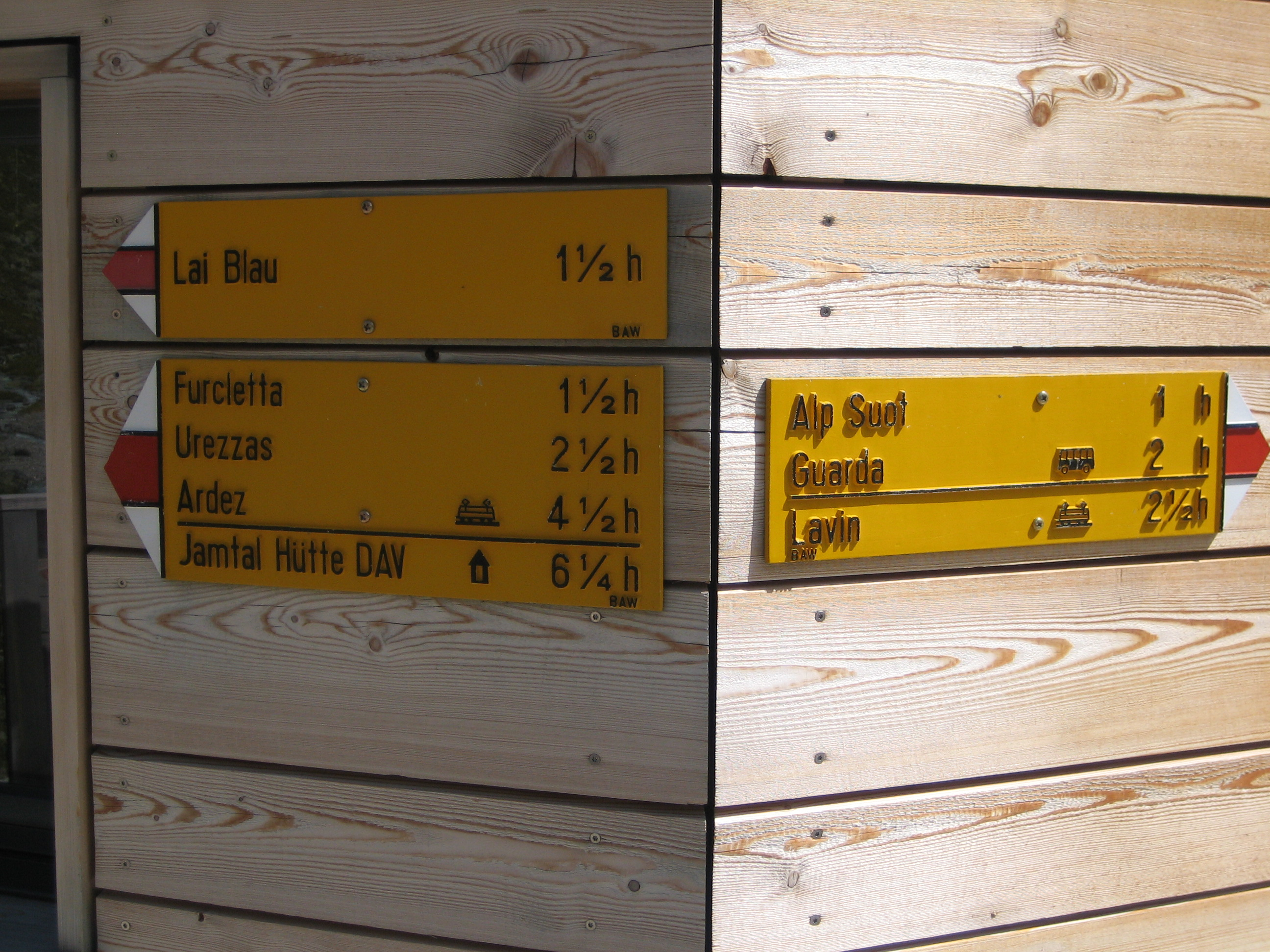
Wegweiser bei der Tuoihütte
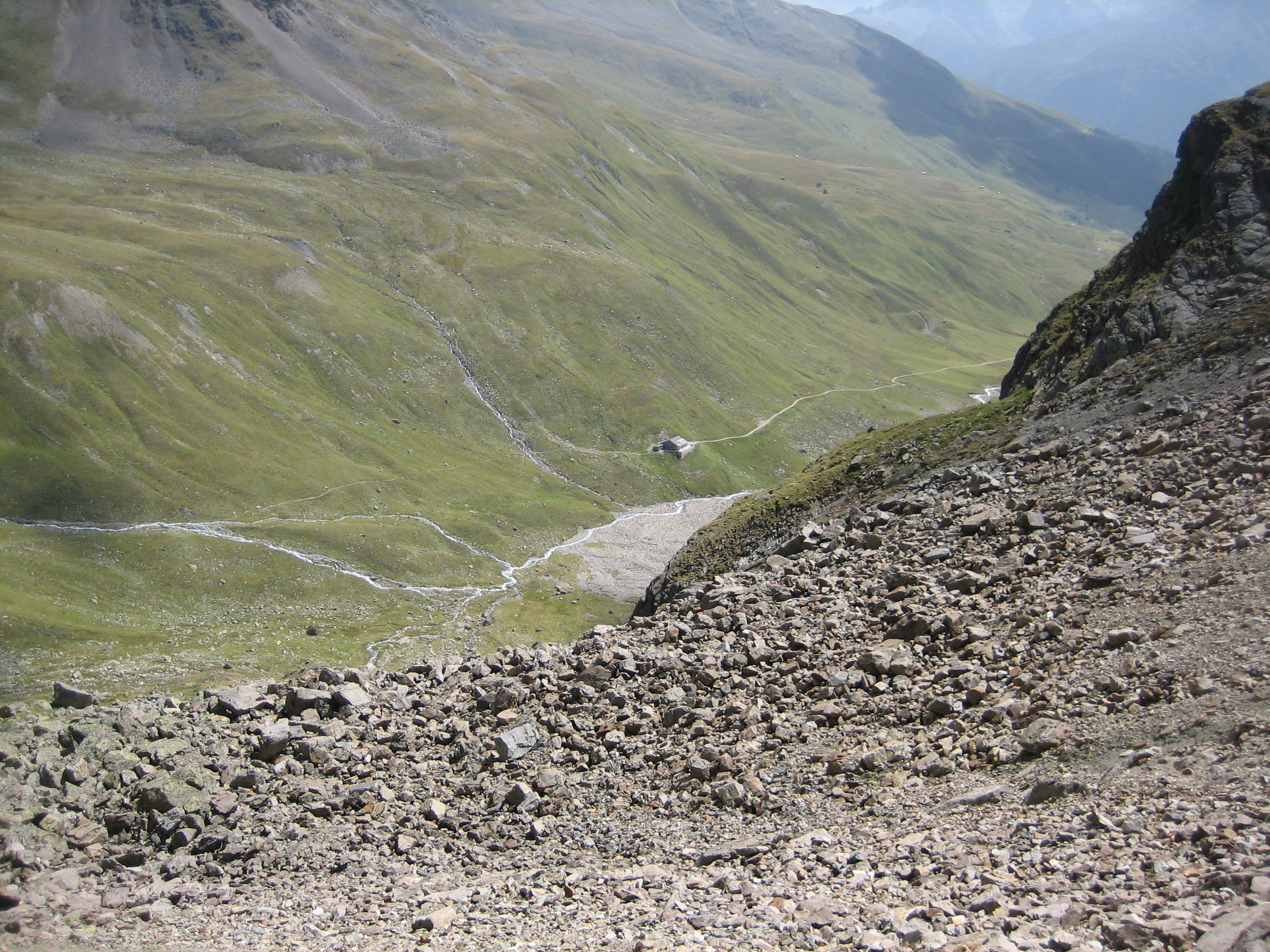
Die Tuoihütte, aufgenommen von unterhalb Cronsel